# Ilse Bois
Ilse Bois (11 de marzo de 1896 – agosto de 1960) fue una cantante de cabaret, parodista y actriz de cine mudo alemana.

## Biografía
Nacida en Berlín, Alemania, Ilse Bois, hermana mayor de Curt Bois, inició su carrera artística haciendo papeles teatrales infantiles. Ambos hermanos actuaron a menudo juntos, como en 1911 en el Circo Busch, interviniendo así mismo en la obra de William Shakespeare Ricardo II. Poco después trabajó en el cine mudo, desde 1912 a 1918, siendo vista en el Palast-Theater am Zoo de Otto Reutter. 
Con la instauración de la República de Weimar, Ilse Bois se concentró en los espectáculos de cabaret, trabajando en el Wilde Bühne y en el Kabarett der Komiker (KaDeKo), hasta su cierre en 1933. Como judíos, los hermanos Bois tuvieron que abandonar Alemania en 1933, emigrando a Viena acompañados de Kurt Robitschek, el marido de Bois. 
En diciembre de 1934 dirigió una actuación en los Estados Unidos, y al año siguiente viajó a Londres para trabajar en una revista. En mayo de 1936 Ilse Bois y su marido se establecieron en los Estados Unidos. Allí se asentaron en la ciudad de Nueva York, siendo a partir de 1937 artista de cabaret. Sin embargo, al mismo tiempo también hizo teatro clásico, como la obra representada en 1938 Algiers. Su último éxito en Nueva York llegó en 1945 en el Master Theatre, con un programa basado en números escritos por Fritz Löhner-Beda.
En 1946 lse Bois, que había sido con frecuencia llamada Boas para facilitar la pronunciación de su apellido francés en países de habla inglesa, regresó a Londres. Tras fallecer Robitschek en 1950, ella se casó de nuevo. A diferencia de su hermano Curt, ella decidió no volver a Alemania.
Ilse Bois falleció en Londres, Inglaterra, en 1960.

## Filmografía
- 1912: Zwischen zwei Herzen
- 1913: In Vertretung
- 1913: Der geheimnisvolle Club
- 1913: Das verschleierte Bild von Groß-Kleindorf
- 1914: Der Flug in die Sonne
- 1916: Ilse, die Millionenbraut
- 1916: Titanenkampf
- 1916: Die Töchter des Eichmeisters
- 1916: Bobby als Amor
- 1917: Ehestiftung mit Hindernissen
- 1917: Das unruhige Hotel
- 1917: Das große Los
- 1917: Abenteuer im Warenhaus
- 1918: Eine tolle Ratte
- 1918: Der Bruder der Schwester
- 1927: Der Geisterzug